# Droga wojewódzka nr 741
Droga wojewódzka nr 741 (DW741) – droga wojewódzka klasy Z w województwie lubelskim, w powiecie puławskim, w gminie Puławy.
Droga zaczyna się w Bronowicach na skrzyżowaniu z drogą wojewódzką nr 738 i dociera do brzegu Wisły we wsi Łęka. Droga jest nieciągła (brak mostu na Wiśle). Kończy się w Wólce Gołębskiej na skrzyżowaniu z drogą wojewódzką nr 801. Całkowita długość drogi to 6,5 km.